# Cat Shit One
Cat Shit One (キャットシットワン?, Kyatto Shitto Wan) è un manga di Motofumi Kobayashi. Ambientata ai tempi della guerra del Vietnam, l'opera segue le vicende dei soldati-coniglietto antropomorfi dell'unità Cat Shit One. Nel 2010 è stata prodotta un'animazione in computer grafica che avrebbe dovuto dare inizio ad una serie di dodici episodi; sinora ne è stato pubblicato solo uno con una nuova ambientazione: i coniglietti soldato sono infatti lì coinvolti in operazioni militari in Medio Oriente..
La sola animazione prodotta ha avuto una buona accoglienza: nel 2010 è stata infatti candidata nella categoria Outstanding Achievement ai noni Visual Effect Society Awards.
La scelta della rappresentazione zoomorfa degli americani come conigli si spiega con un gioco di parole: in giapponese la parola "coniglio" (うさぎ?, usagi) si può scomporre in USA e G.I., sigla utilizzata per riferirsi ai soldati dell'esercito statunitense.

## Personaggi

Packy e Bota in una scena dell'ONA.

Sergente Perkins (Packy)
Doppiato da Hiroshi Tsuchida
Capo del gruppo
Botasky (Bota)
Doppiato da Satoshi Hino